# Анастасьєва Маргарита Вікторівна
Маргарита Вікторівна Анастасьєва (рос. Анастасьева Маргарита Викторовна; 10 січня 1925, Москва — 16 квітня 2022, там само) — радянська і російська акторка та письменниця. Заслужена артистка РРФСР (1967).

## Життєпис
Маргарита Анастасьєва народилася 10 січня 1925 року у Москві.
1947 року закінчила школу-студію МХАТ у складі першого выпуску, тоді ж почала працювати у МХАТ СРСР імені Горького, де прослужила до 1985 року. Грала у виставах «Дядя Ваня», «Кремлівські куранти», «Міщани» та інших. Протягом 30-ти років виконувала роль Душі Світла у виставі «Синій птах» за Метерлінком.
3 квітня 1967 року удостоєна звання Заслуженої артистки РРФСР.
1988 року брала участь у заходах, присвячених 125-річчю з дня народження свого діда — композитора і піаніста Ф. М. Блуменфельда.
2002 року вийшла її книга «Век любви и печали», в якій розповідається історія роду Блуменфельдів-Анастасьєвих, нащадком якого була акторка.
Померла 16 квітня 2022 року у Москві на 98-му році життя. Похована на Ваганьковському кладовищі поряд з чоловіком.

## Родина
Дід — Блуменфельд Фелікс Михайлович (1863—1931), російський і радянський піаніст, композитор та музичний педагог.
Батько — Віктор Феліксович Анастасьєв (Блуменфельд) (1888—1939).
Мати — Анна Робертівна Анастасьєва (до шлюбу Грегер) (1897—1986).
Чоловік — Давидов Владлен Семенович (1924—2012), Народний артист РРФСР (1969), актор МХАТу.
Син — Давидов Андрій Владленович (нар. 2 липня 1951), Заслужений артист Росії (2002), актор МХТ імені Чехова.
Онуки — Любов і Фелікс.

## Фільмографія
| Рік  |    | Українська назва      | Оригінальна назва   | Роль                               |
| ---- | -- | --------------------- | ------------------- | ---------------------------------- |
| 1954 | ф  | Випробування вірності | Испытание верности  | Ірина                              |
| 1957 | ф  | Четверо               | Четверо             | Алла Сергіївна, вірусолог-імунолог |
| 1967 | тф | Кремлівські куранти   | Кремлёвские куранты | Маша, дочка Забєліних              |
| 1969 | тф | Провінціалка          | Провинциалка        | Дар'я Іванівна                     |
| 1981 | ф  | Здоровань             | Крепыш              | епізод                             |